# Bambereca spinifrons
Bambereca spinifrons is een hooiwagen uit de familie Assamiidae. De wetenschappelijke naam van Bambereca spinifrons gaat terug op H. Kauri.